# Aït Smail
Ait-Smail là một đô thị thuộc tỉnh Béjaïa, Algérie. Dân số thời điểm năm 2002 là 10.69 người.